# 食品用ラップフィルム

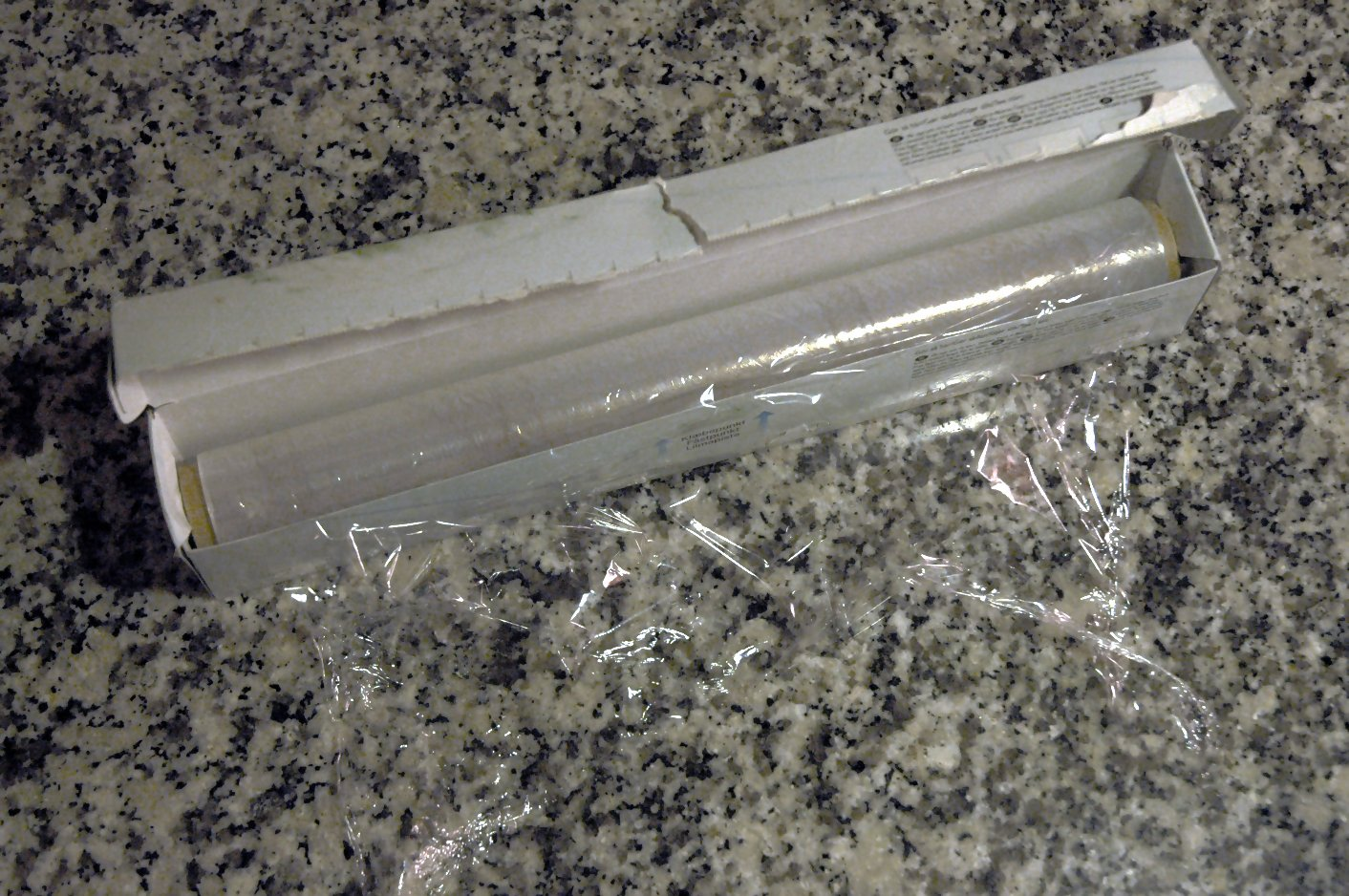
低密度ポリエチレン (LDPE) 製ラップのロール

食品用ラップフィルム（しょくひんようラップフィルム、英語：plastic wrap、cling film、cling wrap、food wrap）とは、食材や料理を包んだり、皿など食器を料理ごと包む際に用いられる樹脂フィルムである。JIS Z 1707で定められた用語でもある。
単にラップ（wrap）と呼ばれることもあるが、その場合は食品用以外のもの（本や玩具のシュリンク、タバコの外装フィルムなど）も含む。また英語本来の意味では包むもの一般も意味する。包装に使われるときは食品用包装フィルムとも呼ばれ、軽包装（紙、プラスチックフィルム、アルミ箔、布などのフレキシブル包装）の一種である。
アメリカ合衆国や日本ではサランラップの名でも知られるが、登録商標である（アメリカ合衆国ではダウケミカル、日本では旭化成グループが製造販売）。

## 特徴
食品用ラップフィルムの厚さは十数μm程度だが耐熱性・耐水性に富み、透明軽量で柔軟な膜状素材である。大抵は30cmか22cmの幅、30m～50mの長さで紙筒を芯として巻かれて紙箱に収められたものが販売されている。ただし業務用のものでは、45cm幅のものが筒状のまま厚手の樹脂フィルムに包まれた状態でも販売されている。また、業務用では多くの量を使用するため、専用のホルダーに詰め替えて用いることで紙箱や紙芯を省いた製品もある。
これらのフィルムはマイナス60度（摂氏）からプラス150度前後（製品や樹脂の種類により、やや違いがある）まで対応し、家庭では冷凍庫の中から沸騰した熱湯が直接触れるような状況までは問題なく利用できる。電子レンジでは油の多い食品（フライなど）が直接触れる使用状況には向かないものの、スープが沸騰するような温度に加熱する際の蓋として使っても問題ない。ただしオーブンには利用できない。
フィルム同士を接触させると接着性を示すほか、熱を加えると収縮して接着性が増す性質があり、いわゆる食品トレー（→ポリスチレンペーパー）を使って食品を包装する際にも頻繁に用いられている。

## 歴史
日本では1960年に、呉羽化学工業（現クレハ）がクレラップを、続いてダウケミカルと旭化成の合弁会社である旭ダウ（現在は旭化成と合併）がサランラップを販売したが、当時は冷蔵庫や電子レンジの普及率が低かったため、売り上げは伸びなかった。その後、高度成長期の冷蔵庫や電子レンジの普及にも伴って、ラップの売り上げも伸びた。

## 材料
| 材料名称                         | 包装用フィルム 出荷量 （1995年日本、トン） | 主な商品 |
| -------------------------------- | ------------------------------------------ | --- |
| セロハン                         | 34.9                                       | |
| ポリエチレンテレフタレート (PET) | 40.5                                       | |
| 延伸ポリプロピレン (OPP)         | 195.6                                      | |
| ナイロン (NY)                    | 40.5                                       | |
| ポリエチレン (PE)                | 495.5                                      | - ダウケミカル「サランプレミアムラップ」 - 宇部フィルム「NEWポリラップ」 - リケンファブロ「ハイラップ」「スズランヒートラップ」 - シーアイ化成「NEWローズラップ」 - 日本紙パック「無添加ワンラップ」 - オカモト「環境思いエコノミー」 - 大日産業「食品保存ラップ」 - 岩谷マテリアル「アイラップ」 |
| ポリプロピレン (PP)              | 83.5                                       | |
| ポリ塩化ビニリデン (PVDC)        | 46.8                                       | - 旭化成「サランラップ」 - クレハ「NEWクレラップ」 |
| ポリビニルアルコール (PVA)       | 15.5                                       | |
| ポリ塩化ビニル (PVC)             | 212.0                                      | - 三菱樹脂「ダイアラップ」 - リケンファブロ「リケンラップ」「Newラップ」 - キッチニスタ「キッチニスタ」 - 信越ポリマー「ポリマラップ」 - デンカポリマー「デンカラップ」 - 日本カーバイド「ハイエスラップ」 - オカモト「オカモトラップ」                                                           |
| ポリメチルペンテン (PMP)         | データなし                                 | - リケンファブロ「フォーラップ」 |
| 複合 (PE+PP)                     | -                                          | - 日立化成「ビューラップ5」 |
| 複合 (PE+PMP)                    | -                                          | - 日本紙パック「ワンラップ」 |
| 複合 (PO複合三層)                | -                                          | - 日本カーバイド「ハイエスクリアーラップ」 - 日本カーバイド「ハイエスニュークリアーラップ」 |
| 複合 (NY+PE)                     | -                                          | - 三菱樹脂「エコぴたっ！」 - ライオン「リードラップ」 |

包装用フィルム（食品用以外も含む）の出荷量では、PEが最も多い。
OPPは1962年に日本国産化が始まった比較的新しい材料で、1980年代以降急速に伸びている。なお、OPPに対し通常のPPを無延伸ポリプロピレン (CPP) ということがある。
PE、PP、PMP等はPO(ポリオレフィン)と総称される。
アメリカ合衆国でサランラップを製造販売するダウケミカルは、2004年、PVDC系のサランオリジナルラップ (Saran Original Wrap) に代わり、低密度ポリエチレン (LDPE) 系のサランプレミアムラップ (Saran Premium Wrap) を販売した。

## 利用方法
メーカーでは、様々な調理法に食品用ラップフィルムを使うことを提案している。ラップフィルムの性質にもよるが、旭化成ではテレビCMで自社製品を使い「じゃがバター」を作る方法を放送している。作り方は生のジャガイモに切れ込みを入れバターを載せたものをラップで包んで電子レンジで加熱、ほどよく加熱したところでラップを外して食べるというものである。
この類似調理法では、他に生のトウモロコシをラップで包んで電子レンジで加熱、ラップが膨れ上がった頃合（500Wで5～7分/1本）を見計らって取り出すと、茹でたのと同様に食べられる。
他にも食品全般を包んだりするのに用いられ、手巻き寿司のように巻き簾の無い家庭で巻き寿司を巻くために、あるいはおにぎりやサンドイッチといった軽食を包む用途にも用いられる。料理などでも皿や椀などの食器に盛られた料理の上からかぶせて冷蔵庫の中で保管する際に利用されるが、その一方で冷凍庫の中に干物などむき出しの食品を入れる際にも用いられ、他の食品の匂いがついたり蒸発や昇華によって食品が過剰に乾燥するのを防ぐのにも利用されている。これらは使用するラップフィルムの材質によって用途が異なっており、軟質で破れにくく密着度の高いものは業務用として、薄めの厚みで冷蔵庫内のにおいなどの吸着を予防する家庭用などが存在する。
災害時には食器にラップを被せて洗わずに再利用できるようにしたり、止血に使うなど、災害時の必須物資としても注目されている。 
食品以外では、書店などで万引きや立ち読みを防止する意図からラップで包んでドライヤーをかけて接着（本来は専用の熱収縮フィルムが用いられる）し商品を保護したり、一般家庭などで簡易の包装用フィルムとして流用されることもある。
湿潤療法においてはドレッシング材として、あらかじめワセリンなどの保護材を塗った上で擦り傷などの患部に巻き付ける。
あるいはダイエットないし民間療法の一種として「ラップ巻きダイエット」なる方法が提唱され、巻かれた部分の皮膚がかいた汗が蒸発せず溜まるため「そこだけ痩せる」という説もあるが、効果のほどは不明である。
玩具用途として、ポリ塩化ビニリデン製のラップを用いて、パーティー等で使うクラッカーの代用品を作ることができる。製作は極めて簡単で、細かい紙ふぶきなどをひとつまみラップに入れ、ピンポン球大に膨らませて根元をねじり留め、そのまま両手で強く押しつぶして破裂させる。面白いことに、このラップ製クラッカーは本物のクラッカーよりも迫力のある破裂音を生じる。
また同種のラップフィルムは梱包資材としても用いられており、貨物の上から巻き付けることで、簡易的ながら防塵・防水、汚れ・スリ傷防止、荷崩れ防止の効果を得られる。

## 内分泌攪乱化学物質問題
かつて1990年代には使用されている可塑剤が内分泌攪乱化学物質（いわゆる「環境ホルモン」）であるとして、食品に触れることから消費者に拒否感も見られ、こといわゆるポリ袋が油を含んだ食品の加熱時に油中にそれら物質が溶出し易くなることが指摘され、内分泌撹乱化学物質の問題が社会問題として扱われたことから、食品用ラップフィルムにも疑惑の目が向けられた。
ただ日本ビニル工業会によれば、ポリ塩化ビニルでも食品用ラップフィルムには当初よりSPEED'98（「内分泌攪乱作用を有すると疑われる化学物質」旧環境庁1998年5月作成）に挙げられた可塑剤は用いられていなかったという（）。かつては製造過程でノニルフェノールが生成され、これが内分泌撹乱物質の疑いも持たれていたが、2000年2月よりはこれを生成しないPVC製法に改められて2009年にはノニルフェノールが検出されなくなったとしている。
また、ポリエチレンを使用しているラップは、「燃やしてもダイオキシンが発生しません（塩素系ラップは高温で燃焼させないとダイオキシンが発生する）」と銘打って販売されている製品が多い。
食品安全委員会では、オーブンや電子レンジのオーブン機能の使用について注意を促している。ラップフィルムが破れたり、溶けて食品に入ったりする場合があるため、耐熱・耐冷温度を明示している。
欧州連合（EU）では、食品に接触するプラスチック製品に使用できる化学物質のリスト（ポジティブ・リスト）が法律で定められている。米国では、食品に接触する材料から溶出する物質も食品添加物とみなされ、食品に直接添加する食品添加物と区別して、間接食品添加物と定義される。食品添加物とされたものは市場流通の前にアメリカ食品医薬品局（FDA）の許可を取得する必要性が生じる。

## 環境への悪影響
日本の一般消費社会ではあまり認識されていないが、食品ラップは日本ではいまだポリ塩化ビニリデン材料の製品が売上高約8割を占めており、これら塩素系プラスチックは焼却に伴いダイオキシン発生の原因となる上、発生する塩化水素によりPETボトルなどリサイクル可能な廃棄プラスチックにごく微量（PETの場合100ppm）でも混入するとそのリサイクル材の化学分解を引き起こし品質を低下させるなど、極めて問題が多い。欧米ではラップのみならず食品包装材一般についてポリ塩化ビニル系材料の排除が進んでいるが 、日本ではその取り組みが遅れている。

## 合成樹脂製以外の食品用ラップフィルム
- 蜜蝋ラップ - 蜜蝋を布（オーガニックコットンなど）に染み込ませた食品保存用ラップ。